# Награда Сезар за најбољег глумца у главној улози
Награда Сезар за најбољег глумца (фр. César du meilleur acteur) једна је од награда Сезар коју почев од 1976. сваке године додељује Академија кинематографске уметности и технологије (енгл. Académie des Arts et Techniques du Cinéma) за изузетан перформанс глумца у главној улози, који је годину пре одржавања церемоније снимао у француској филмској индустрији. Номиновани и победници се бирају у два круга гласања свих чланова AATC.

## Добитници
- 1976: Филип Ноаре — Le vieux fusil
- 1977: Мишел Галабру — The Judge and the Assassin
- 1978: Жан Рошефор — Le Crabe-tambour
- 1979: Мишел Серо — La Cage aux folles
- 1980: Клод Брасер — La Guerre des polices
- 1981: Жерар Депардје — Последњи метро
- 1982: Мишел Серо — Garde à vue
- 1983: Филип Леотар — Баланс
- 1984: Колуш — Tchao pantin
- 1985: Ален Делон — Наша историја
- 1986: Кристофер Ламбер — Subway
- 1987: Данијел Отој — Jean de Florette, Jean de Florette II
- 1988: Ришар Боренж — Le Grand Chemin
- 1989: Жан-Пол Белмондо — Itinéraire d'un enfant gâté
- 1990: Филип Ноаре — La Vie et rien d'autre
- 1991: Жерар Депардје — Cyrano de Bergerac
- 1992: Жак Дитрон — Ван Гог
- 1993: Клод Риш — Le Souper
- 1994: Пјер Ардити — Smoking / No Smoking
- 1995: Жерар Ланвен — Le Fils préféré
- 1996: Мишел Серо — Нели и господин Арно
- 1997: Филип Торетон — Капетан Конан
- 1998: Андре Дисолије — On connaît la chanson
- 1999: Жак Вилре — Le Dîner de cons
- 2000: Данијел Отој — Девојка на мосту
- 2001: Серхи Лопез — Harry, un ami qui vous veut du bien
- 2002: Мишел Буке — Comment j'ai tué mon père
- 2003: Ејдријен Броди — Пијаниста
- 2004: Омар Шариф — Господин Ибрахим
- 2005: Матју Амалрик — Rois et reine
- 2006: Мишел Буке — Le Promeneur du Champ-de-Mars
- 2007: Франсоа Клузе — Немој никоме да кажеш
- 2008: Матју Амалрик — Ронилачко звоно и лептир
- 2009: Венсан Каселк — Месрен I, Месрен II
- 2010: Таар Раим — Пророк
- 2011: Ерик Елмоснино — Генсбур
- 2012: Омар Си — Недодирљиви
- 2013: Жан-Луи Трентењан — Љубав
- 2014: Гијом Галијен — Ја, опет ја и моја мама
- 2015: Пјер Нине — Ив Сен Лоран
- 2016: Венсан Лендон — Закон тржишта
- 2017: Гаспар Улије — То је само крај света
- 2018: Сван Арло — Крваво млеко
- 2019: Алекс Луц — Ги
- 2020: Рошди Зем — О, милости!
- 2021: Сами Буажила — Син
- 2022: Беноа Мажимел — После мене
- 2023: Беноа Мажимел — Пацификција
- 2024: Арје Вортхалтер — Случај Голдман